# 生存函数
生存函数（英語：survival function），也被称为残存函数（英語：survivor function）或可靠性函数（英語：reliability function），是一种表示一系列事件的随机变量函数，通常用于表示一些基于时间的系统失败或死亡概率。其追踪了系统基于特定时间（时刻）意义的生存分析概率问题。其定义可靠性函数通常运用在机械行业中，因为生存函数往往应用在更多领域，其中包括人口死亡率等。也称为互补累积分布函数（complementary cumulative distribution function, CCDF）。

## 定义
设T是一个连续随机变量，且累积分布函数为F(t)，对生存时间{\displaystyle t\in [0,+\infty )}，则其生存函数为：
{\displaystyle R(t)=P(\{T>t\})=\int _{t}^{\infty }f(u)\,du=1-F(t).}

## 属性
每一种生存函数 R(t) 都呈单调递减，即{\displaystyle R(u)<R(t)}且{\displaystyle u>t}
当时间 t = 0 时，其代表该系统测试的初始值。R(0) 虽然本身是数值集合，但很难表示其在实验中立即呈现其系统的失败率。